# Partido do Centro (Ilhas Faroé)
O Partido do Centro (em faroês Miðflokkurin; em dinamarquês Midterpartiet) é um partido conservador e democrata-cristão das Ilhas Faroé, uma região autónoma da Dinamarca.

## Resultados Eleitorais

### Eleições regionaisIlhas Feroé
| Data | CI. | Votos | %           | +/- | Deputados | +/-     | Status   |
| ---- | --- | ----- | ----------- | --- | --------- | ------- | -------- |
| 1994 | 7.º | 1 491 | 5,8 / 100,0 |     | 2 / 32    |         | Oposição |
| 1998 | 6.º | 1 125 | 4,1 / 100,0 | 1,7 | 1 / 32    | 1       | Oposição |
| 2002 | 6.º | 1 292 | 4,2 / 100,0 | 0,1 | 1 / 32    | Estável | Governo  |
| 2004 | 5.º | 1 661 | 5,2 / 100,0 | 1,0 | 2 / 32    | 1       | Oposição |
| 2008 | 5.º | 2 610 | 8,4 / 100,0 | 3,2 | 3 / 33    | 1       | Oposição |
| 2011 | 6.º | 1 883 | 6,2 / 100,0 | 2,2 | 2 / 33    | 1       | Governo  |
| 2015 | 6.º | 1 779 | 5,5 / 100,0 | 0,7 | 2 / 33    | Estável | Oposição |
| 2019 | 5.º | 1 815 | 5,4 / 100,0 | 0,1 | 2 / 33    | Estável | Governo  |